# نجير رئدي
النجير الرئدي (باللاتينية: Agrostis stolonifera) نوع نباتي يتبع جنس النجير (باللاتينية: Agrostis) وينتمي إلى الفصيلة النجيلية.

## الموئل والانتشار
موطنه مناطق الوطن العربي المتوسطية (بلاد الشام ومصر والمغرب العربي) وتركيا والقوقاز وروسيا.

## مرادفات للاسم العلمي
- (باللاتينية: Agrostis alba subsp. stolonifera (L.) V. Jirásek)
- (باللاتينية: Agrostis adscendens Lange)
- (باللاتينية: Agrostis capillaris Pollich)
- (باللاتينية: Agrostis karsensis Litv.)
- (باللاتينية: Agrostis stolonizans Schult. & Schult. f.)
- (باللاتينية: Agrostis zerovii Klokov)
- (باللاتينية: Agrostis stolonifera var. prorepens Koch)